# Черкассы (фильм, 2019)
«Черкассы» (англ. Cherkasy; укр. Черкаси), также известен как «U311 Cherkasy», — украинский художественный фильм режиссёра Тимура Ященко. Лента рассказывает об обороне одноимённого морского тральщика, заблокированного российскими войсками в бухте Донузлав в марте 2014 года, во время аннексии Крыма Россией. Лента создана при поддержке Государственного агентства Украины по вопросам кино.
Украинская и международная премьера фестивальной версии фильма состоялась 16 июля 2019 года, на Odessa International Film Festival. В украинский широкий прокат кинопрокатная версия фильма вышла 27 февраля 2020 года от дистрибьютора MMD UA.

## Сюжет
Миша и Лев — ребята из села на Черниговщине. Первый служит матросом на тральщике ВМС Украины U311 «Черкассы», базирующемся на базе в крымском озере Донузлав. Летом 2013 года Миша, находясь в родном селе во время отпуска, предлагает своему другу, ставшему сиротой, пойти на службу. Лев не сразу, но соглашается.
Наступает зима 2014 года. Тральщик в это время символизирует все состояние ВМС Украины до войны с Россией. Экипаж дружит с русскими морпехами, на корабле царит «дедовщина», отвратительное питание, отношение не по уставу. Лев вместе с другими новобранцами проводит «посвящение в моряки» (выпивает миску с морской водой) и даёт военную присягу.
В феврале «Черкассы» проводит обучение в территориальных водах Болгарии, пока в Киеве продолжается Евромайдан, а затем Президент Виктор Янукович убегает из страны. Когда тральщик возвращается на базу, Совет министров и Верховный Совет Крыма захвачены россиянами. Пророссийский политик Сергей Аксёнов становится премьер-министром Крыма. Стартовала оккупация полуострова «зелёными человечками».
Март. В Донузлаве находятся корабли ВМС Украины: тральщики «Черкассы», U310 «Чернигов», U360 «Геническ», десантные корабли U402 «Константин Ольшанский», U401 «Кировоград» и торпедолов U891 «Херсон». На суше находятся русские солдаты. Моряки считают, что им нужно убегать на кораблях в Одессу. Экипаж тренируется противодействовать в случае нападения агрессивно настроенных пророссийских активистов.
Ночью россияне затапливают на фарватере бухты корпуса списанного крейсера «Очаков» и буксира. Новый командующий ВМС Украины контр-адмирал Денис Березовский, который на следующий день после его назначения становится на сторону агрессора, предписывает украинским кораблям возвращаться в свои базы. В Новоозерном командиры кораблей из Южной ВМБ, в том числе и командир «Черкас» — капитан 3-го ранга Юрий Федаш, встречаются с российским капитаном, другом Федаша, предлагающим либо сдать корабли, либо перейти на сторону России. Командир «Чернигова» становится коллаборантом. «Черкассы» пытается вытащить затопленный буксир из бухты, чтобы совершить проход в Чёрное море, но сам справиться не может.
Капитан Федаш собирает всех на корме, когда за «Черниговым» последовали «Херсон» и «Кировоград», и говорит, что «Черкассы будут сопротивляться», а не желающие должны сойти на сушу. Трое офицеров и десяток моряков покидают корабль. Другим членам экипажа «Черкас» помогает местный крымский татарин Тагир, передав им рацию, еду и флаг крымских татар, которые вешают на корме под флагом ВМС Украины. Также объединяется с «Черкасами» и «Геническ», командиры, не имеющие боевого опыта, набирают его во время компьютерной игры в танки.
«Черкассы» пытаются прорваться из бухты в море, но появляется российское судно, которое выталкивает его. «Геническ» захвачен штурмом. Бухту патрулируют россияне на лодках. Моряки тренируются и на корме поют гимн Евромайдана «Воины света». Тагира, когда он собирался передать ещё одну передачу украинским морякам, захватывает патруль «зеленых человечков». Уже захвачен и «Ольшанский», лодки с российскими спецназовцами отправляются на попытку захвата последнего украинского корабля в Крыму, но экипаж тральщика уже предупрежден людьми Тагира по рации. Попытка провалена, но Миша получает контузию. Российский капитан снова предлагает Федашу перейти на его сторону, но тот твердо отвергает это и настаивает только на уходе в Одессу. Вскоре, с одной стороны «Черкас» стоит корабль, с которого стреляют в борт из автоматов, а с другой солдаты на лодках пытаются штурмовать судно, но украинцы выиграют и этот бой.
По украинскому телевидению обсуждают «Черкассы», Федаш говорит экипажу, что следующий штурм они проиграют, потому что у них уже нет шансов, поскольку они одни. Вечером все моряки запираются в румпельном отделении и поют песню «Черная гора». В это время российские спецназовцы захватывают судно. Командир группы, узнав, где они, приказывает им выходить, иначе корабль затопят. Россияне подгоняют буксир, тянущий тральщик к берегу. Федаш приносит извинения экипажу, что они не смогли раньше перейти в Одессу. Капитан, офицеры, мичман и моряки начинают выходить на палубу. Но Миша страдая от контузии не может ходить, ему пытается помочь Левко. Двое российских спецназовцев спускаются и один из них пытается поднять Мишку на ноги. Левко вмешивается и его ранят в плечо из автомата.
Лето. Миша возвращается в деревню, где его все встречают как героя. Но парень после пережитого не может отойти от грусти. Всем остальным всё равно о Льве. Михаил собирает вещи и никому не сообщив, уходит из дома. Скорее всего, чтобы отправиться на Донбасс.

## В ролях
| Актер                  | Роль                                             |
| ---------------------- | ------------------------------------------------ |
| Евгений Ламах          | Мишка, старший матрос                            |
| Дмитрий Сова           | Левко, матрос                                    |
| Роман Семисал          | Юрий Федаш, капитан 3-го ранга, командир корабля |
| Вадим Лялько           | Мичман                                           |
| Руслан Коваль          | Сергей, старшина                                 |
| Евгений Авдеенко       | Илья                                             |
| Олег Щербина           | «Заяц»                                           |
| Михаил Воскобойник     | «Спорт»                                          |
| Олесь Кацион           | кок                                              |
| Максим Записочный      | Гена, старшина                                   |
| Сергей Детюк           | штурман                                          |
| Дмитрий Гаврилов       | Вадим Бойко, лейтенант                           |
| Тимур Асланов          | старший механик                                  |
| Виталина Библив        | мать Мишка                                       |
| Орест Гарда            | отец Мишка                                       |
| Валерий Астахов        | сельский голова                                  |
| Александр Лаптий       | Тагир                                            |
| Роман Федосеев         | капитан 1-го ранга ВМФ России                    |
| Денис Бородин          | матрос                                           |
| Александра Богна Родик | эпизодическая роль                               |
| Олег Карпенко          | эпизодическая роль                               |

## Производство

### Смета
Общий бюджет фильма составляет около 40 миллионов ₴, из которых поддержка Госкино — около 17,3 миллиона ₴. Остальной бюджет предоставило ВМС ВС Украины Одесской и Черниговской областей. В феврале 2019 года создатели собрали 350 тыс. гривен на пост-продакшн (200 тыс., собранные на краудфандинговой платформе «biggggidea», а также 150 тыс. грн., которые добавил международный фонд «Возрождение»).

### Фильмирование
В начале апреля председатель Черкасской ОГА Юрий Ткаченко заявил, что уже в апреле 2017 года в Одесской области продолжат снимать фильм о тральщике «Черкассы». Официально съемки событий на Донузлаве начались 18 апреля 2017 года у берегов Очакова и Кинбурнской косы. Для съёмки были созданы декорации затопленных русских кораблей, которыми захватчики преградили путь «Черкассам».
Лента создавалась в сотрудничестве с украинскими военными, некоторые сцены снимали во время учений ВМС Украины. Вместо тральника «Черкассы», который Россия так и не отдала Украине, для съемки был использован буксир украинского флота «Корец», похожий по силуэту и размеру. Военным консультантом ленты стал Юрий Федаш, настоящий командир тральника «Черкассы».
Сцены пророссийских выступлений в Крыму снимали в Одессе. Также съёмки проводились в селе на Черниговщине.

## Релиз
Первоначально планировалось, что релиз фильма состоится 24 августа 2018 года — в День Независимости Украины. Впоследствии премьеру перенесли на 2019 год.
Украинская и международная премьера фестивальной версии фильма состоялась 16 июля 2019 года на OIFF 2019, где фильм соревновался в секции «Национальные фильмы — полнометражные». 15 октября состоялась международная премьера фильма на WFF 2019, где фильм соревновался в главном конкурсе.
В украинский широкий прокат кинопрокатная версия фильма вышла 27 февраля 2020 года от прокатчика MMD UA.
14 октября 2020 года в Украине состоялась телевизионная премьера версии фильма на телеканале «1+1».

### Кассовые сборы
Бокс офис проката фильма в Украине (за весь период) составил 6 490 726 гривен, в кинотеатрах его посмотрели 73 428 тысяч зрителей.

## Восприятие
После премьеры фестивальной версии фильма в июле 2019 года на ОМКФ 2019 большинство украинских кинокритиков одобрительно отозвалось о фильме. Так кинокритик издания Детектор медиа Ярослав Пидгора-Гвяздовский положительно оценил фильм, похвалив «подлинность» фильма и присутствие в фильме «критики украинской армии», особенно в языковом аспекте. В частности, Пидгора-Гвяздовский назвал оправданным использование в фильме русских матов и мульти-языковых диалогов, где украинские воины постоянно говорят то украинским, то русским, то суржиком, а то и русским матом, поскольку, по его мнению, это объективно показывает современное языковое состояние украинского флота.
Положительно о фильме также откликнулась кинокритикеса издания Zaxid.net Екатерина Слипченко, которая отметила, что фильм, несмотря на определённые сценарные просчеты, выполняет главную задачу эмоционально и честно рассказать об аннексии Крыма Россией.
Кинокритик газеты «День» Дмитрий Десятерик назвал этот фильм «первым достойным игровым кино об украинских военных», отметив, что режиссёр Тимур Ященко избежал соблазна впасть в пропаганду.
Кроме кинокритиков, после премьеры фильма на ОМКФ, о нём откликнулись и настоящие участники тех событий. Так капитан «Черкас» Юрий Федаш, который также был консультантом при создании фильма, остался доволен лентой и высказался, что в ней правдиво воспроизведен фон, на котором происходили печально известные события, но также отметил, что были значительные отклонения от реальных событий. Так у Федаша вызвал замечание эпизод на «Ольшанском», где экипаж якобы поет «Воины света», поскольку на самом деле пение этой песни произошло гораздо раньше. Также сетование вызвало добавление эпизода с заливкой бетона в главные двигатели, которого, по словам Федаша, на самом деле не было. Также Федаш остался недоволен тем, что в фильме экипаж был показан несплоченным до начала военной агрессии России, поскольку, по словам Федаша, экипаж изначально был подготовлен и никакого «курения в каютах» не было.
После премьеры кинопрокатной версии фильма в Украине в марте 2020 года фильм вызвал неоднозначную реакцию у украинских кинокритиков. Среди наибольших недостатков ленты кинокритики отметили слабый сценарий, что нет целостности и напоминает случайное собрание отдельных эпизодов, отсутствие очевидного протагониста и идеологическую неопределенность фильма и соответственно непонятность для зрителей, которые до просмотра фильма ничего не знали о том, как случилась аннексия Крыма в 2014 году. Так кинокритик издания Отряд киноманов Виталий Гордиенко назвал фильм «украинским провалом года» и самым большим недостатком фильма назвал его идеологическую неопределённость, где агрессия России чётко даже не объяснена зрителю. Так, по словам Гордиенко, нет четкого объяснения, «что это за зелёные человечки», и кинокритик подытожил, что «если бы он не жил в то время, то, возможно, даже и не понял бы о чём идёт речь». Кинокритик издания Geek Journal хотя и отметил, что в общем-то ему лента чрезвычайно понравилась, всёёже так же назвал самым большим недостатком фильма его идеологическую неопределенность и непригодность быть «источником правды для тех, кто её не знает». Так, по словам Андерсона, «человек без знания контекста событий или хотя бы без прочтения статьи на Википедии получит для себя кашу из различных сцен-событий».
Похожего мнения были и кинокритики издания Hromadske.ua Вика Слобода и Сергей Захарченко, которые отметили, что «без знания документальной хроники сложно отследить и понять сюжет фильма», а «по невниманию к мотивам и трансформации героев измена членов экипажа не ощущается как такова, а героизм оставшихся понятен лишь со знанием реальной истории тральщика „Черкассы“ (а не из самого фильма)». Однако были и те, кто увидел в идеологической неопределённости ленты её самый большой плюс — так обозреватель издания «Радио Свобода» Павел Казарин похвалил творцов за то, что создали фильм, который «не разжевывает за зрителя акценты и смыслы, оставляя простор для сотворчества».
Среди величайших добродетелей фильма издания telekritika.ua, издание itc.ua Олег Данилов, телеканала Прямой Игорь Кромф, телеканала ICTVАнастасия Дьячкина и телеканала 112 Юлия Потерянко отметили правдивое отображение событий и неиспользование создателями показательного героизма или военного. Кинокритикеса телеканала 1+1 Алина Никулина похвалила фильм за то, что создатели фильма не побоялись напрямую критиковать украинскую армию и не закрыли глаза на проблемы, о существовании которых все знают, но о которых не принято говорить или показывать их в кино. Ещё одним из самых больших достоинств фильма обозреватели телеканала 112 Юлия Потерянко и издание Moviegram Юрий Самусенко назвали отсутствие в фильме разделения героев на хороших и плохих, отметив, что «в фильме очеловечиваются все без исключения персонажи и даже россияне не стают абсолютным злом, вступая в конфликт с украинцами».
Суммируя свою вторую рецензию, уже после просмотра кинопрокатной версии ленты, кинообозреватель издания Zbruc.eu Ярослав Пидгора-Гвяздовский отметил, что перемонтированный, прокатный вариант «Черкас» образовал более зрительский фильм, немного легче для восприятия и для критиков и для масс, хотя и отметил, что всё же «вопросов без ответов осталось много».